# Corb
|  | Aquest article tracta sobre l'ocell. Vegeu-ne altres significats a «Corb (desambiguació)». |

El corb comú (Corvus corax) és l'ocell més gros dels còrvids i dels passeriformes. Té una envergadura de 120-130 cm, el plomatge de color negre uniforme i la cua acabada en punta (la forma de la cua és útil per distingir-lo de la cornella negra (Corvus corone corone) que la té més rectangular, i que és un altre còrvid negre una mica més petit que viu en llocs semblants). Té el bec robust i la "barba" una mica marcada, com una mena de lleuger plomall sota el bec.
Com una bona part dels còrvids, els corbs són omnívors pel que tenen becs i potes robustos però poc especialitzats. La seva dieta oportunista pot incloure petits animals, ous, carronya i aliments vegetals.
És un ocell sedentari molt estès per l'hemisferi nord, des de les vores dels deserts fins a la tundra àrtica, tant a Euràsia com a Nord-amèrica; manca a Europa central, on ha estat extingit. Als Països Catalans n'hi ha unes 3000 parelles distribuïdes de manera contínua per tot el territori, llevat del sud del País Valencià, on és més escàs. A Catalunya és més freqüent al Pirineu i en algunes zones muntanyoses del sud, com la serra de Montsant, però es troba més o menys per tot el territori.
La femella rep el nom de corba i el corbatí o corbató/corpató és el poll del corb.

## Descripció

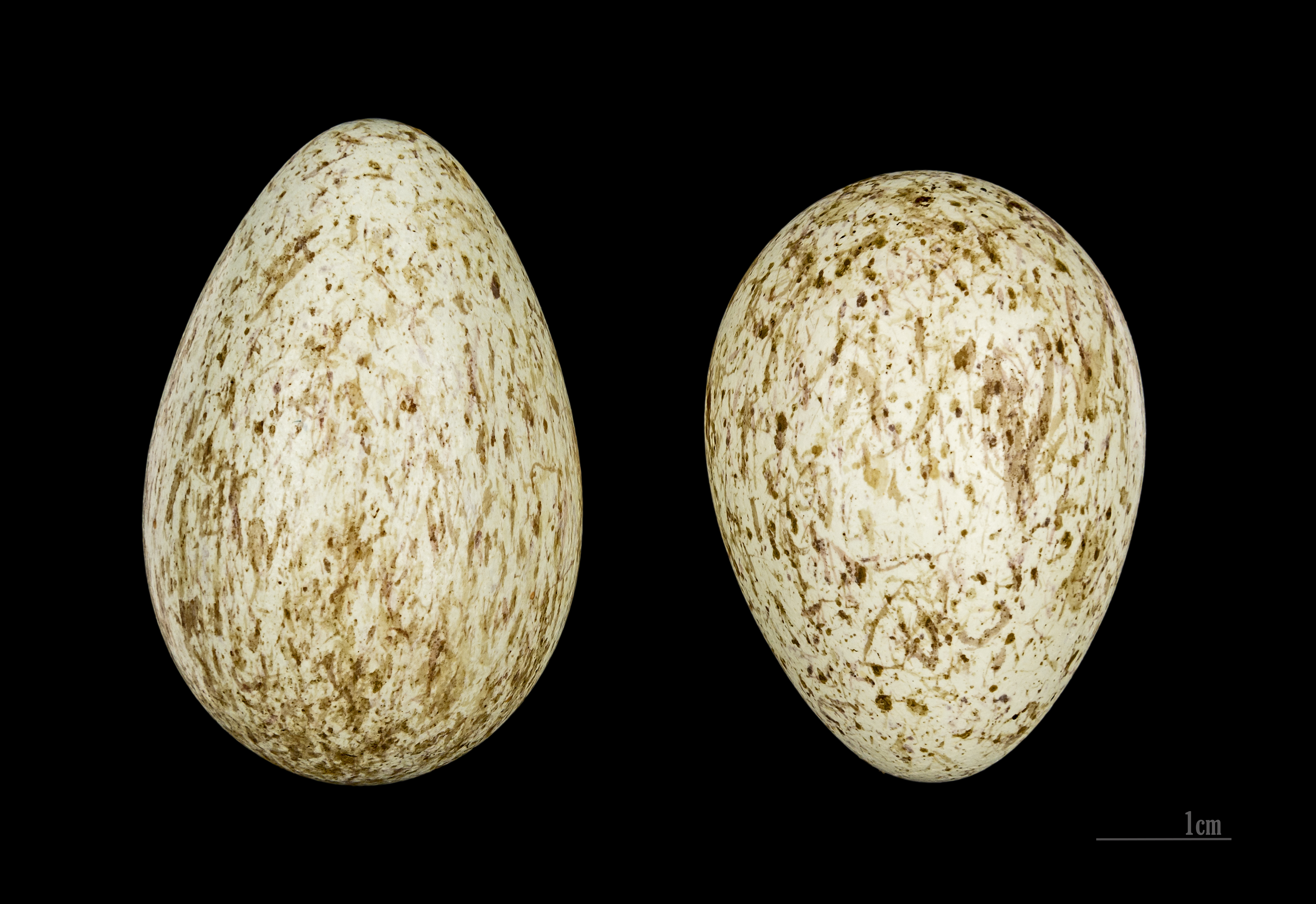
Corvus corax

Amb una longitud d'entre 54 i 67 centímetres i una envergadura de 117 a 136 cm, el corb és el més gros dels còrvids. El mascle és una mica més gros que la femella, però el dimorfisme sexual és molt poc accentuat: corbs mascles estudiats a Polònia tenien un pes mitjà de 1.254 grams, davant de 1.147 g de les femelles.
El bec és gros i fort, amb el costat superior clarament corbat cap avall.
El plomatge dels adults és uniformement negre, i segons com li cau la llum mostra reflexos d'un color entre verd metàl·lic i blau-violeta. L'iris és marró fosc, i el bec i les potes són negres. Les plomes del coll són llargues i acabades en punta, formant una mena de barba marcada, i que s'aixeca quan l'ocell crida.
En vol són característics del corb la cua acaba en forma de tascó, les ales llargues, el coll fort, i el cap i el bec grossos.
Els plomatge juvenil no presenta els reflexos metàl·lics dels adults i és de color marró negrós, o fins i tot marró pel costat de sota. Com a màxim el coll presenta un lleu reflex metàl·lic. Les plomes del coll no són allargades, la cua no té forma de tascó sinó que és arrodonida i l'iris és blau-grisós. Després de la primera muda encara no apareixen les plomes allargades del coll, i no és fins als tres anys que els corbs adquireixen el plomatge d'adult.
Una varietat de corbs amb parts del plomatge blanques o gris clar va existir a les illes Fèroe, però es considera extingida des de principis del segle xx.

## El corb a la cultura
El corb és un animal molt present a la mitologia, la literatura i les arts. Era un dels animals insígnia dels vikings i com a tal apareix en banderes i escuts, probablement a causa dels corbs Hugin i Munin que acompanyen el déu Odín. Aquest caràcter d'acompanyants poderosos va traspassar a la mitologia irlandesa i britànica, on van erigir-se en guardians de la Torre de Londres.
El seu plomatge negre el va associar ben aviat amb la mort (a l'Alcorà ensenya Caín com enterrar el difunt germà) i el pecat (per exemple és l'únic animal que intenta reproduir-se a l'Arca de Noè). Per aquesta proximitat amb la mort pot actuar de mitjancer entre el món terrenal i l'espiritual o fins i tot tenir un paper cabdal en la creació, com mostren les històries antigues del Canadà o els Estats Units. Un altre exemple d'aquest rol es troba en l'hinduisme, on serveix de muntura al déu Shani per baixar a la Terra. Edgar Allan Poe recollirà aquests atributs al seu poema The Raven.
Hi ha una criatura mitològica que es representa com un corb de tres potes i que està present a diverses cultures d'Àsia i Àfrica i que deriva d'una divinitat egípcia. Aquest corb s'associa amb el sol i el seu culte.
A l'època clàssica apareix com una au gelosa, lladre i no gaire intel·ligent, com il·lustra la faula de El corb i la guineu. Acompanya Malèfica, l'antagonista de la Bella Dorment, i en algunes representacions els sants Osvald de Northúmbria i Benet de Núrsia.
Recentment, s'ha descobert per primer cop, que a través de senyals cerebrals els corbs són capaços de percebre conscientment la informació sensorial; cosa que fins ara, només s'havia vist en humans i altres primats.